# Agrotis sordida
Agrotis sordida là một loài bướm đêm trong họ Noctuidae.